# David Preisendanz
David Sebastian Preisendanz (* 4. Januar 1984 in Böblingen) ist ein deutscher Politiker (CDU). Er ist seit 2025 Mitglied des Deutschen Bundestages.

## Persönlicher Werdegang
Preisendanz legte 2003 am Gymnasium bei St. Michael in Schwäbisch Hall das Abitur ab und studierte anschließend bis zum ersten juristischen Staatsexamen 2009 Rechtswissenschaften in Konstanz und Lausanne. 2014 folgte das zweite juristisches Staatsexamen und 2012 die Promotion. Von 2014 bis 2025 war er als Rechtsanwalt tätig, ab 2017 als Syndikus bei der Robert Bosch GmbH.

### Privates
Preisendanz ist evangelisch und hat drei Kinder.

## Politischer Werdegang

### CDU und Kommunalpolitik
Seit 2019 ist Preisendanz (bis 2023 stellvertretender) Vorsitzender des CDU-Stadtverbands Ostfildern und gehört seit 2021 dem Vorstand des CDU-Kreisverbands Esslingen an. Von 2021 bis 2023 war er Vorsitzender der Mittelstands- und Wirtschaftsunion-Kreisverbandes Esslingen. In den Kommunalwahlen in Baden-Württemberg 2024 wurde er in den Gemeinderat Ostfildern gewählt.

### Deutscher Bundestag
Parteiintern wurde Preisendanz am 10. Juli 2024 zum Kandidaten des Bundestagswahlkreises Esslingen gewählt. Bei der Bundestagswahl 2025 errang er 51.329 (37,0 %) Erststimmen und zog über das Direktmandat in den Bundestag ein.
Im 21. Deutschen Bundestag ist er Mitglied in folgenden Ausschüssen und Gremien:
- Ordentliches Mitglied im Ausschuss für Recht und Verbraucherschutz sowie im Ausschuss für die Angelegenheiten der Europäischen Union
- Stellvertretendes Mitglied im Innenausschuss